# Okos repülőtér
Az okos repülőterek olyan repülőterek, amelyek intelligens rendszereken, például érzékelők és különböző területeken speciális célokra konfigurált eszközök használatán alapulnak annak érdekében, hogy működésüket egy központosított digitális környezetben irányítsák, kezeljék és tervezzék. A legmodernebb technológiák alkalmazásának köszönhetően javítható a személyzet teljesítménye, optimalizálható az utasforgalom, javítható a fenntarthatóság vagy növelhető a repülőtéri biztonság. Például sokkal több értékes adat gyűjthető valós időben a repülőgépek állapotáról, ami lehetővé teszi a karbantartási munkák nagyobb pontosságát és a repülésbiztonság optimalizálását.

### Történet
Az elmúlt néhány évben mind a repülőtér-üzemeltetés, mind az új repülőterek építése fejlődött olyan élvonalbeli technológiai rendszerekkel, amelyek lehetővé teszik a felügyeletet, a folyamatok automatizálását és a 360º-os állandó ellenőrzést ezeken a tereken.

### A digitalizálás területei

#### Infrastruktúrák
Ez az átalakulás magával hozza a repülőtér részét képző minden egyes eszköz hiperkapcsolhatóságát, ami olyan továbbfejlesztett infrastruktúrákat eredményez, amelyek nagy mennyiségű adatot dobnak ki a különböző pontokból és területekről, lehetővé téve ezzel a központosított irányítást, a folyamatok optimalizálását és a pontosabb döntéshozatal érdekében a kiszámíthatóságot javító minőségi elemzések megszerzését.

#### Kereskedelmi forgalom
A repülőterek nagyobb hálózati megbízhatóságot és jobb valós idejű teljesítményt igényelnek a kereskedelmi repüléssel kapcsolatos rendszerek számára. A digitalizálás lehetővé teszi az áruk nyomon követésére, az irodákból történő feladatvégzésre, a kiberbiztonság javítására, az erőforrás-tervezésre, valamint az idő és a hatékonyság optimalizálására irányuló folyamatok automatizálását.

#### Utasforgalom

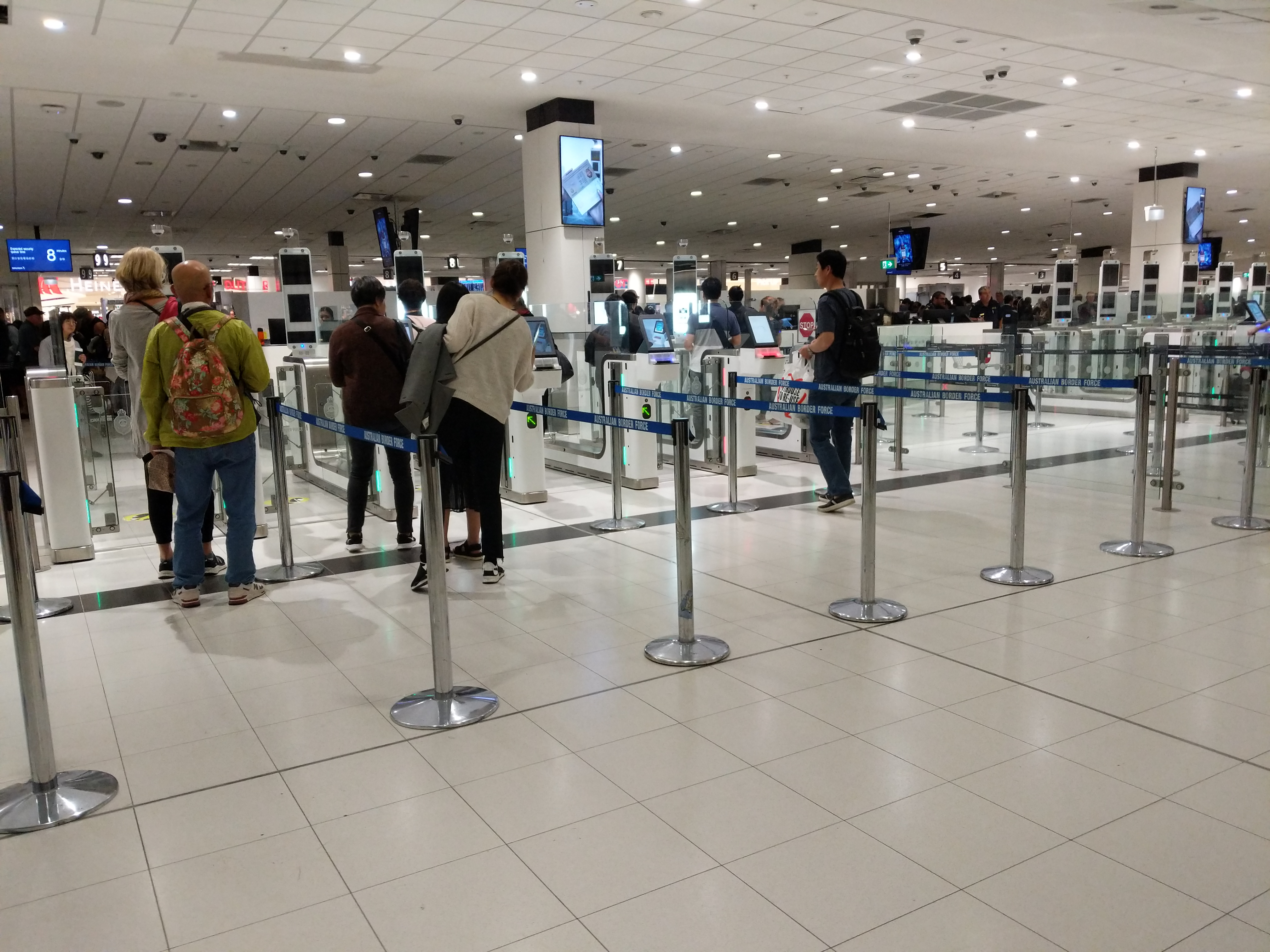
Okos beléptető kapuk

Ebben a részben a repülőtéri ökoszisztéma napi működésének nagyobb teljesítménye valósul meg. Például a belföldi járatok útközbeni nyomon követése, a földi eszközök valós idejű adatainak kereszthivatkozása az utasáramlást javító folyamatok jobb előkészítését és koordinálását eredményezi, beleértve a be- és kijelentkezést, a poggyászok, a foglaltságot a check-in és várakozási időt.

### Alkalmazása
Minden intelligens alkalmazás az erőforrások teljes körű optimalizálására törekszik. A közelmúltig például két órával a járat indulása előtt a repülőtéren kellett lenni. A mesterséges intelligencia alkalmazásának köszönhetően azonban az utasoknak már nem kell ennyivel korábban a terminálhoz érkezniük, így órákig tartó várakozást és hosszú sorban állást spórolnak meg a beszállókapuknál.
Az utasok idejének optimalizálása érdekében az új Hamad Nemzetközi Repülőtéren például 5 korszerű önbejelentkezési kioszkot és egy biometrikus technológiával ellátott önkiszolgáló csomagkiadót helyeztek üzembe.
Ez az autonómia, amelyet az intelligens repülőterek biztosítanak a felhasználóknak, döntő fontosságú abban, hogy megértsük az ezen infrastruktúrák által nyújtott előnyöket. Másrészt a mesterséges intelligenciát a repülőtéri iparban is alkalmazzák a minőség javítása és a felhasználói élmény fokozása érdekében minden egyes járat után. A London-Gatwick repülőtér olyan technológiákat integrált, mint az érzékelők, az adatelemzés és a mesterséges intelligencia, hogy javítsa az ügyfélélményt, és ezáltal növelje a termelékenységet. Hogyan? Egy blokklánc-alapú digitális pénztárca kifejlesztésével, amely lehetővé teszi az ezen a repülőtéren gyakran megforduló utasok számára, hogy jutalmakat használjanak.
A jövő trendje, amely az Egyesült Királyságban és Svédországban már bizonyított, a légi terminálok egyablakos közlekedési csomóponttá alakítása. Ily módon egyetlen irányítóközpont képes lesz több repülőtér forgalmát irányítani, csökkentve az építési és karbantartási költségeket egyetlen integrált üzemeltetési platformról.

#### Biztonság
A biztonság abszolút prioritás a repülőtereken, és a mesterséges intelligencia kulcsszerepet játszik ebben az összefüggésben. Emellett az új intelligens dokumentumok és biometrikus technológiák új lehetőségeket nyitnak meg, amelyek elősegítik a felhasználók teljesen optimalizált átvizsgálását.
Az IATA és az ACI intelligens biztonsági programjai a maguk részéről olyan továbbfejlesztett biztonsági gyakorlatokat támogatnak, amelyek a fokozott biztonságot nagyobb működési hatékonysággal ötvözik, miközben jobb utasélményt nyújtanak.

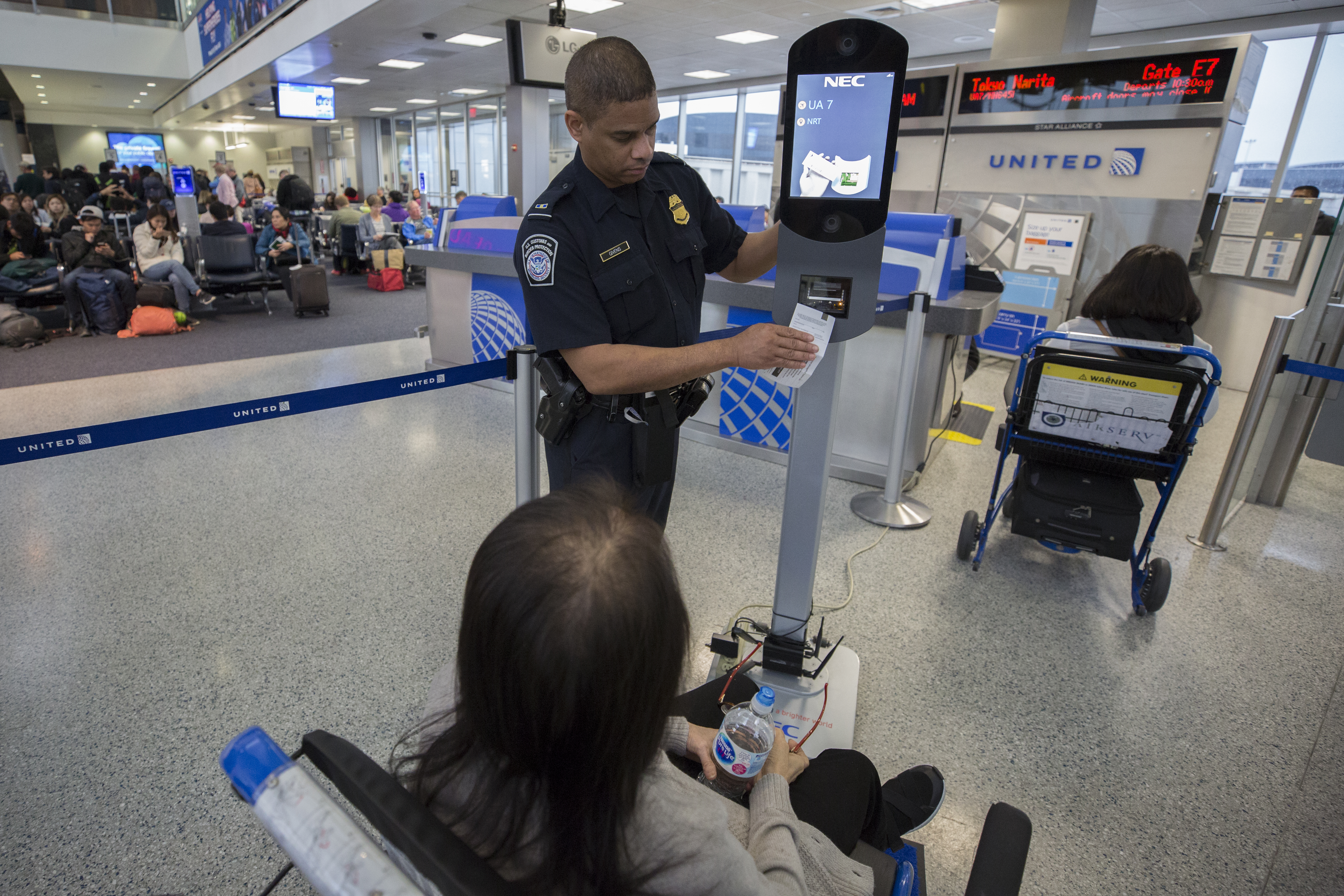
IAH Houston repülőtér biometrikus azonosítás

A biometrikus önbejárati kapuk vagy az elektronikus beszállókapukkal ellátott automatizált határellenőrzés példák az ilyen alkalmazásokra.
A dubaji nemzetközi repülőtér egy intelligens alagutat használ, amely az arcfelismerésnek és a mesterséges intelligenciának köszönhetően lehetővé teszi, hogy az utasok emberi beavatkozás nélkül, mindössze 15 másodperc alatt áthaladjanak az útlevélvizsgálaton.
Egy másik példa a biztonságra a Sencsen-Paoani nemzetközi repülőtér, amely olyan intelligens járatinformációs kijelzőrendszert vezetett be, amely felismeri az utasok arcát.

#### Fenntarthatóság
A repülőtéri eszközökben és létesítményekben elhelyezett érzékelők és eszközök integrált üzemeltetési platformhoz csatlakoztatva lehetővé teszik a központosított irányítást és ellenőrzést, ami nagyobb energiahatékonyságot és fenntarthatóságot eredményez.
A tisztább és fenntarthatóbb infrastruktúra garantálása érdekében a nagy hatékonyságú hardvereket (napelemek, LED-es világítás, alacsony fogyasztású monitorok, optimalizált vízrendszerek stb.) kombinálják a digitális vezérléssel.
Hasonlóképpen, a hőmérséklet, a levegőminőség, a bejáratok vagy a szellőzés állapotának valós idejű mérésére való képesség lehetővé teszi a légkondicionálás és a környezet egészségének optimalizált kezelését.

### Előnyök
- A valós időben gyűjtött adatok felhasználásával javul az üzemeltetés hatékonysága.
- Az üzemeltetési költségek csökkentése, a termelékenység javítása és a műveletek tökéletesítése.
- A kereslet optimalizálása az utasforgalom nagyobb mértékű ellenőrzésének és a beléptetési ellenőrzések automatizálásának köszönhetően.
- Jelentősen javuló utasélmény az utaskezelési szolgáltatások, a járatellenőrzés, a check-in stb. javításával.
- Fokozott felügyelet és biztonság a biometrikus ellenőrző rendszerek, a fejlett kiberbiztonság és a létesítmények üzemeltetésének és karbantartásának nagyobb megbízhatósága révén.
- Javított egészségügyi felügyelet és földi szolgáltatások (takarítási gyakoriság, kényelmi szolgáltatások elérhetősége stb.).